# Burretiokentia
Burretiokentia – rodzaj roślin z rodziny arekowatych. Rośliny występują na Nowej Kaledonii. Palmy osiągają do 15 m wysokości, a ich liście do 2,4 m długości. Gatunkiem typowym jest B. vieillardii (A. T. Brongniart et Gris) Pichi Sermolli.

## Systematyka
Pozycja systematyczna według Angiosperm Phylogeny Website (2001...)
Należy do rodziny arekowatych (Arecaceae), rzędu arekowce (Arecales), kladu jednoliścienne (monocots) w obrębie kladu okrytonasiennych.
Pozycja rodziny w systemie Reveala (1993-1999)Gromada okrytonasienne (Magnoliophyta Cronquist), podgromada Magnoliophytina Frohne & U. Jensen ex Reveal, klasa jednoliścienne (Liliopsida Brongn.), podklasa liliowe (Liliidae J.H. Schaffn.), podklasa arekowe (Arecidae Takht.), nadrząd Arecanae Takht., rząd arekowce (Arecales Bromhead), rodzina arekowate (Arecaceae Schultz Sch.), rodzaj Burretiokentia Pic.Serm.).
Lista gatunków
- Burretiokentia dumasii Pintaud & Hodel
- Burretiokentia grandiflora Pintaud & Hodel
- Burretiokentia hapala H.E.Moore
- Burretiokentia koghiensis Pintaud & Hodel
- Burretiokentia vieillardii (Brongn. & Gris) Pic.Serm.